# Joaquim Fagundes dos Reis
Joaquim Fagundes dos Reis (Curitiba, 17 de agosto de 1785, - ) foi um militar brasileiro, considerado patriarca da cidade de Passo Fundo.
Em 1830, foi designado pela Comandância Militar de São Borja para exercer a função de comissário na nascente povoação que daria origem a Passo Fundo. Especula-se que Fagundes dos Reis já havia estado na região dos Campos de Cima da Serra em 1801, quando participou, ainda jovem e sob o comando de Maneco Pedroso, nas tropas de Borges do Canto, da conquista das missões. Militar experimentado participou também da Campanha da Cisplatina, antes de estabelecer-se como a primeira autoridade de Passo Fundo. Chegou a capitão sob o comando do general Frederico Lecor, nas conquistas da Banda Oriental até o Rio da Prata, na Campanha da Cisplatina.
Em 7 de agosto de 1857, na então Villa de Passo Fundo tomou posse da Câmara Municipal, órgão que acumulava as funções de executivo e legislativo. Documentos da época, dentre os quais livros de sua biblioteca particular sugerem filiação à maçonaria.
Ele batiza o Colégio Estadual Joaquim Fagundes dos Reis, uma das maiores escolas estaduais de Passo Fundo.